# WWE 네트워크

WWE 네트워크(WWE Network)는 2014년 2월 24일 개국한 월드 레슬링 엔터테인먼트 소유의 자체 네트워크 방송국이다.
2014년 1월 8일 WWE 프로그램인 NXT, 메인이벤트, 슈퍼스타즈가 WWE 네트워크에서 방영될 것이라고 발표되었다.
과거와 현재의 모든 WWE 페이 퍼 뷰 및 WCW, ECW, 내셔널 레슬링 얼라이언스, 아메리칸 레슬링 어소시에이션 등 과거 메이저 단체들의 경기 등이 방영되고 있다.
2011년 10월 17일 과거 레슬매니아의 경기들을 다룬 레슬매니아 리와인드가 첫 번째 프로그램으로 방영될 예정이라고 발표되었으나 준비가 제대로 되지 않았다는 이유로 연기 하였으며 WWE는 2014년 1월 8일 기자회견을 열어 2014년 2월 24일에 개국을 한다고 공식 발표하였다.

## WWE 네트워크 시청 가능한 플랫폼
PC / 애플 Mac과 IOS기기 / 구글의 안드로이드 기기 / 소니의 플레이스테이션3과 4 / 마이크로소프트의 Xbox360과 One / 아마존 킨들파이어와 파이어 티비 / Roku

## 현재 방영 중인 프로그램
- 페이퍼뷰
- 메인이벤트
- 205 라이브
- NXT UK
- RAW 프리 쇼 - WWE 러 시작 전, 당일 진행될 RAW를 전망하는 프리뷰 쇼이다.
- 스맥다운 프리 쇼 - 스맥다운 시작 전, 당일 진행될 스맥다운을 전망하는 프리뷰 쇼이다.
- WWE 스페셜 - 특집 편성되는 프로그램
- 디스 위크 인 WWE - 한 주 간에 있었던 WWE 내의 사건들을 정리한다.
- WWE 슬램 시티 - WWE 선수들이 다른 직업을 가지게 되면서 겪게되는 에피소드들을 마텔 사의 WWE 피규어를 통해 구성한 애니메이션.
- WWE 퍼스트 룩 - 출시 예정인 DVD의 30분짜리 프리뷰 프로그램.
- 토킹 스맥 - WWE 인터뷰어 르네 영과 스맥다운 GM 대니얼 브라이언이 진행하는 프로그램으로 스맥다운이 종료된 직후 방송되는 프로그램이다. 이번주 스맥다운에서 있었던 일들을 하이라이트로 정리 하고 상황의 당사자들인 슈퍼스타들의 일부가 출연하여 인터뷰를 하는 시간을 갖는다.

## 종영된 프로그램
- 스맥다운 백스테이지 패스 - 스맥다운 종료 후, 당일 진행된 스맥다운을 정리하는 프로그램이다.
- RAW 백스테이지 패스 - WWE 러 종료 후, 당일 진행된 RAW를 정리하는 프로그램이다.
- 레슬매니아 리와인드 - 레슬매니아 역사상 가장 인상깊은 경기와 드라마틱한 장면 선정 , 비공개 영상 및 인터뷰 등을 다룬다.
- 레전드 하우스 - 전설적인 레슬러들의 링 밖에서의 모습을 다룬다.
- 카운트다운 - 역사상 가장 흥미로웠던 장면들을 주제 별로 나누어 순위를 매기는 프로그램이다.
- 먼데이 나잇 워 - 90년대 WCW와의 시청률 경쟁을 재조명한다.
- 비디오 볼트 - 과거 경기의 명장면을 재조명한다.
- 라이벌스 - WWE 각 시대별 라이벌 관계였던 선수들의 대립을 재조명한다.
- WWE 크루저웨이트 클래식 - 9년만에 경량급 디비젼의 부활을 위해 시행하는 토너먼트로 2016년 7월 13일 첫방송 이후 사람들의 폭발적인 관심과 성공을 거두게 되자 WWE 측에서는 크루저웨이트 챔피언 타이틀을 신설하고 WWE 러를 통해 경량급 디비젼을 부활 시켰다.
- WWE 네트워크 스페셜 라이브 이벤트 - 하우스 쇼 (라이브 이벤트) 중 일부 경기를 네트워크에서 독점 중계. (이중 로드블럭은 2016년 3월 네트워크 스페셜 라이브 이벤트로 첫선을 보인 후 정식 PPV로 승격)
- 슈퍼스타즈

## 비슷한 서비스
- 신일본 월드
- NWA 클래식스
- 글로벌 레슬링 네트워크